# Nicolas Dordevic
Nicolas Dordevic est un ancien footballeur professionnel français né le 11 décembre 1975 à Saint-Germain-en-Laye. Il évoluait au poste de milieu de terrain.

## Biographie
Nicolas Dordevic effectue sa formation à l'AS Monaco, puis commence sa carrière professionnelle en 1997 au MUC 72, avec lequel il dispute 61 matchs dans le championnat de France de Division 2. 
Il rejoint les rangs amateurs en 2001 et évolue à compter de 2005 au Football club bassin d'Arcachon.